# Рождественский фрегат
Рождественский фрегат (лат. Fregata andrewsi) — птица из семейства фрегатов, является эндемиком острова Рождества в Индийском океане.

## Таксономия
Рождественского фрегата когда-то причисляли к Вознесенскому фрегату (Fregata aquila), однако в 1914 году австралийский орнитолог Грегори Мэтьюс предложил рассматривать его как отдельный вид под биологическим названием Fregata andrewsi в честь английского палеонтолога Чарльза Эндрюса. Генетический анализ показал, что ближайшим родственником рождественского фрегата является большой фрегат.

## Описание

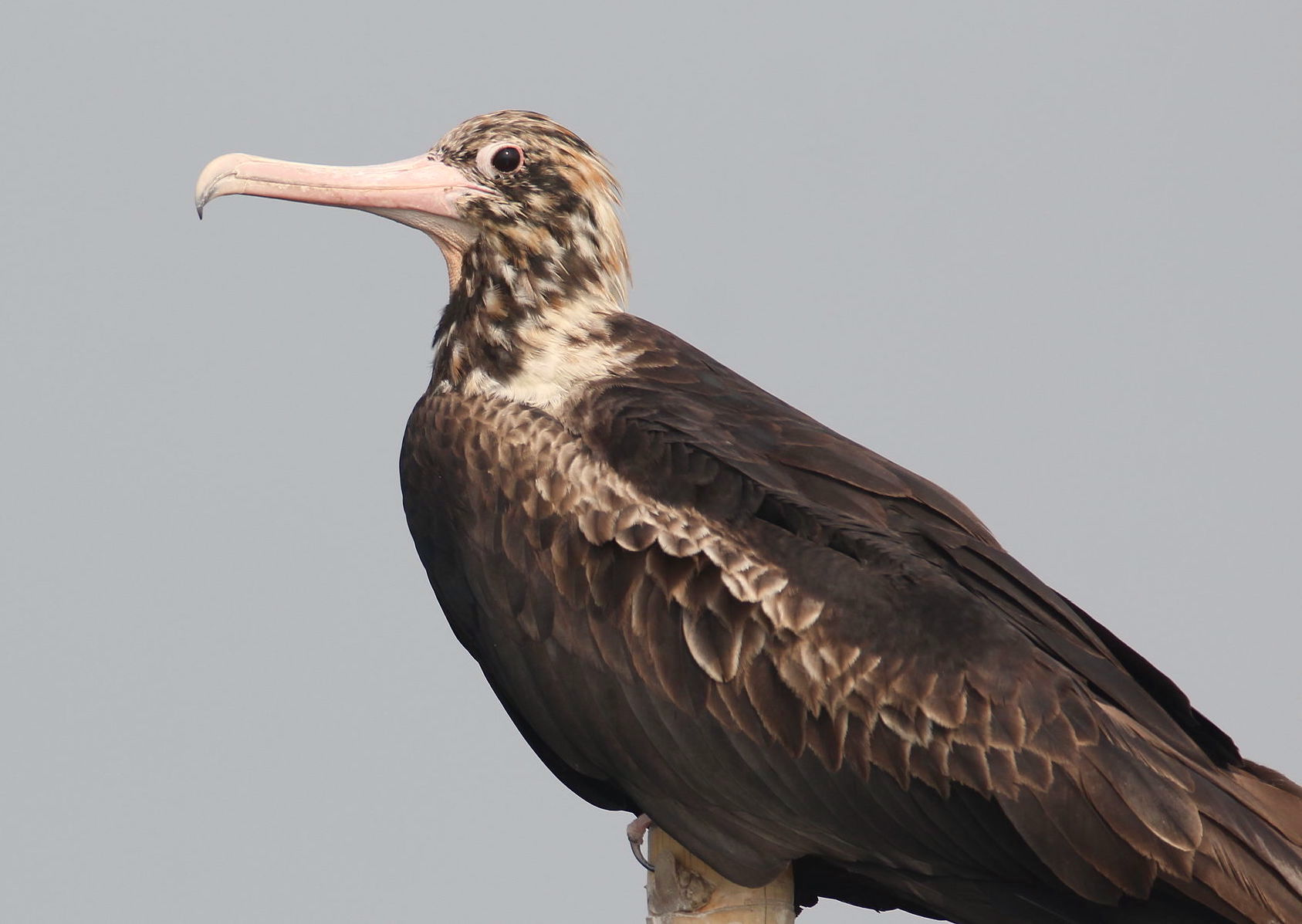

Рождественский фрегат — большая птица длиной 89—100 см с коричневато-чёрным оперением, длинными заострёнными крыльями и раздвоенным хвостом. Размах крыльев составляет около 205—230 см, весит птица около 1550 г. Самцы имеют на брюшке овальное белое пятно и ярко-красный горловой мешок для привлечения самки. Самки немного крупнее самцов и имеет белые грудь и живот.
Они питаются рыбой, которую ловят в полёте с поверхности океана (в основном летучей рыбой), а иногда занимаются клептопаразитизмом, преследуя других птиц и заставляя их отрыгивать пищу.

## Статус
Рождественский фрегат является эндемиком острова Рождества и гнездится лишь в четырёх основных колониях. В 2003 году насчитывалось около 1200 гнездящихся пар, но так как фрегаты обычно размножаются один раз в два года, то общая численности взрослого поголовья варьируется от 3600 до 7200 особей. Имеет небольшой ареал и область гнездования, поэтому причислен Международным союзом охраны природы к уязвимым видам.